# Subunternehmen
Ein Subunternehmen oder Nachunternehmen erbringt aufgrund eines Werkvertrages oder Dienstvertrages im Auftrag eines anderen Unternehmens (Hauptunternehmen) die gesamte oder einen Teil der vom Hauptunternehmen gegenüber dessen Auftraggeber geschuldeten Leistung. Das Subunternehmen ist rechtlich selbständig und in der Art und Weise, wie es seinen Vertrag erfüllt, frei. Nicht als Nachunternehmen bezeichnet werden Lieferanten oder Unterlieferanten, die also aufgrund eines Kaufvertrages tätig werden. 
Anstelle von „Nachunternehmen“ oder „Subunternehmen“ spricht man im Rechtsverkehr auch von Subunternehmer oder Nachunternehmer, beispielsweise in § 4 Abs. 8 der Allgemeinen Vertragsbedingungen für die Ausführung von Bauleistungen (VOB/B). 

## Verbreitung und Gründe
Der Einsatz von Nachunternehmen kommt insbesondere in der Bauwirtschaft, der Logistikbranche, der IT-Branche, der Reisebranche und im Öffentlichen Personennahverkehr (ÖPNV) sowie in der Landwirtschaft vor. In der Reisebranche sind die einzelnen Beförderungsunternehmen, Reiseleitungen und Herbergsbetriebe als Subunternehmen eines Reiseveranstalters eingesetzt. Gründe sind häufig Kosteneinsparung, spezielle Fähigkeiten des Subunternehmens oder Überlastung des Hauptunternehmens. Im Öffentlichen Personennahverkehr wird meist nur ein (größerer) Teil der Beförderungsleistungen vom Hauptunternehmen erbracht, die restlichen Leistungen werden an (meist verschiedene) Nachunternehmen vergeben. Dabei muss aufgrund einer EU-Regelung die Subunternehmerquote unter 50 Prozent liegen.

## Verhältnis des Hauptunternehmens zum Auftraggeber
Ob das Hauptunternehmen Subunternehmen einsetzen darf, bestimmt sich nach dem Vertrag mit dem Auftraggeber. Ist nichts geregelt, muss durch Auslegung geklärt werden, ob der Auftraggeber auf der Vertragserfüllung durch das Hauptunternehmen allein bestehen darf, was beispielsweise bei künstlerischen Leistungen oder Gutachten regelmäßig der Fall ist, ansonsten eher die Ausnahme. Durch das Subunternehmen verursachte Leistungsstörungen werden im Verhältnis des Hauptunternehmens zum Auftraggeber behandelt wie Leistungsstörungen durch das Hauptunternehmen. Ein etwaiges Verschulden des Nachunternehmens wird dem Hauptunternehmen zugerechnet (rechtlicher Begriff des sogenannten Erfüllungsgehilfen, vgl. § 278 BGB). Im Verhältnis zum Auftraggeber trägt das Hauptunternehmen das Risiko der Insolvenz des Nachunternehmens.

## Verhältnis des Nachunternehmens zum Hauptunternehmen
Das Nachunternehmen erbringt seine Leistung auf der Grundlage eines eigenen Dienst- oder Werkvertrages (zur Abgrenzung zu Arbeitsverhältnissen siehe Scheinselbständigkeit). Das Nachunternehmen trägt somit das Kalkulationsrisiko. Bei Leistungsstörungen hat das Hauptunternehmen die Rechte wie jeder Besteller beziehungsweise Dienstberechtigte, wobei jedoch regelmäßig der Hauptauftraggeber Ansprüche gegen das Hauptunternehmen geltend macht und dieses die Ansprüche an das Nachunternehmen „durchstellt“. Besondere Regelungen bestehen beim Werkvertrag zur Fälligkeit der Vergütung (§ 641 Abs. 2 BGB).

## Etymologie
Die lateinische Vorsilbe sub- bedeutet unter oder darunter. Dies ist im Hinblick auf den Status von beauftragter Firma (Subunternehmen) auf das Hauptunternehmen zu sehen, das in der Hierarchie höher anzusiedeln ist.